# Goniothalamus imbricatus
Goniothalamus imbricatus är en kirimojaväxtart som beskrevs av Rudolph Herman Scheffer. Goniothalamus imbricatus ingår i släktet Goniothalamus och familjen kirimojaväxter. Inga underarter finns listade i Catalogue of Life.